# جزيرة ديسبشن
جزيرة ديسبشن (الخداع)، جزيرة تقع في أرخبيل جزر شتلاند الجنوبية قبالة شبه الجزيرة القطبية الجنوبية، لها ميناء آمن وحيد في القارة القطبية الجنوبية.
الجزيرة جزء من بركان نشط، تسبب بأضرار خطيرة للمحطات العلمية المحلية في الفترة من 1967 حتى 1969. كانت الجزيرة سابقاً محطة لصيد الحيتان، لكنها الآن وجهة سياحية ومنطقة أبحاث علمية، تدير الأبحاث فيها معاهد تابعة الأرجنتين وإسبانيا. حاولت دول مختلفة تأكيد سيادتها على الجزيرة سابقاً، لكنها تدار الآن تحت نظام معاهدة القارة القطبية الجنوبية.

## البيئة

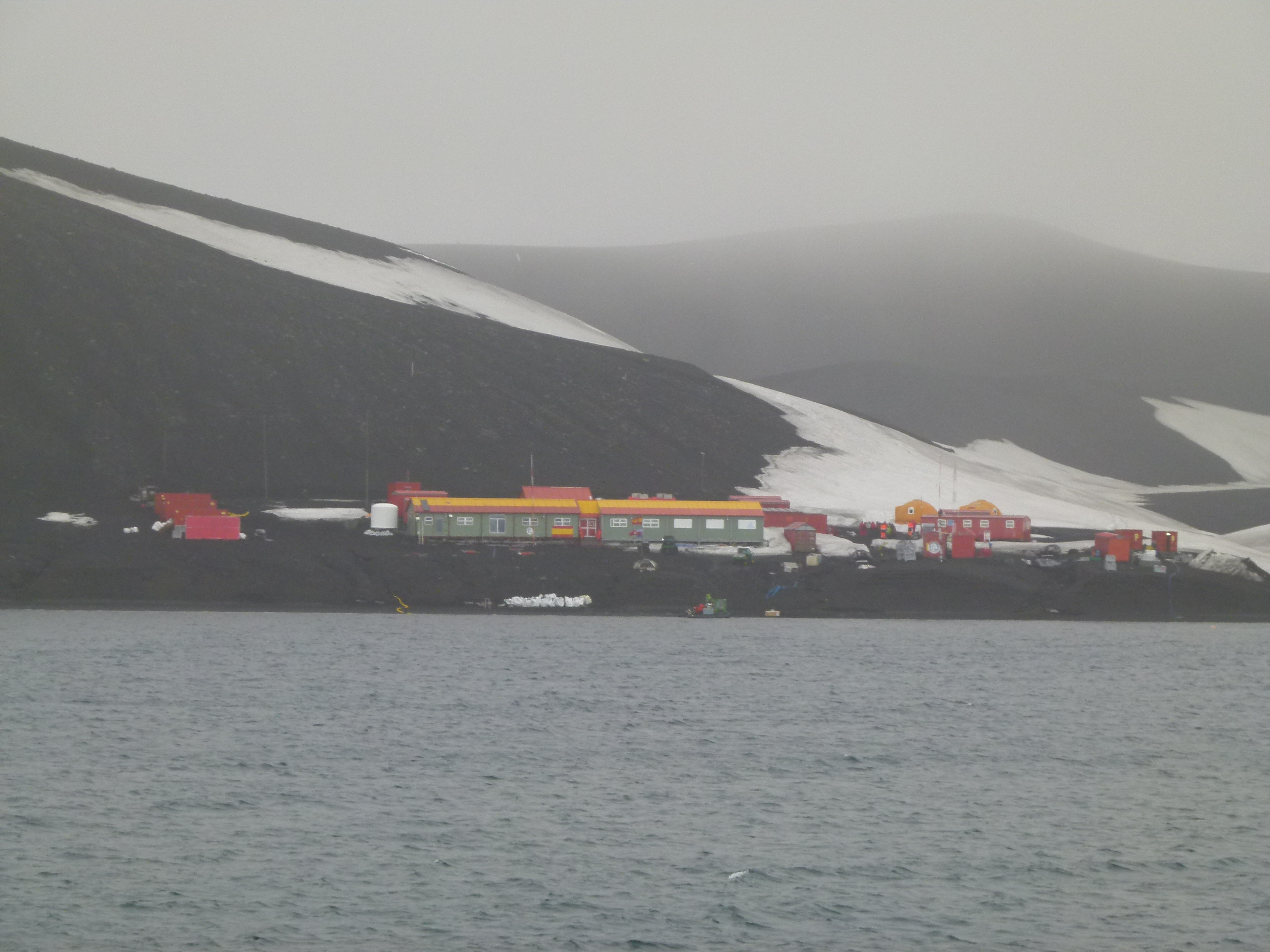
القاعدة الإسبانية

أصبحت الجزيرة مزاراً سياحياً في القارة القطبية الجنوبية لوجود عدة مستعمرات للبطريق شريطي الذقن، فضلاً عن إمكانية أخذ حمامات دافئة في حفر في رمال الشاطئ كما يروى. جبل فلورا هو الموقع الأول في القارة القطبية الجنوبية الذي اكتشفت فيه النباتات المتحجرة.
بعد أن جنحت السفينة النرويجية نوردكاب قبالة سواحل جزيرة ديسبشن في 30 كانون الثاني (يناير) 2007، انتشر الوقود من السفينة إلى الخليج. وتسبب ذلك بأضرار بيئية لم تحدد أبعادها بعد. في 4 شباط (فبراير) 2007، أافادت محطة الأبحاث الإسبانية غابرييل دي كاستيا بأن اختبارات الماء والرمل كانت نظيفة ولم يجدوا فيها علامات للتلوث بالنفط، الذي كان مقدراً بـ500-700 لتر من وقود الديزل الخفيف.
يشار إلى أن الجزيرة تشهد تغيرات متفاوتة في المناخ. تصل درجات حرارة المياه إلى 70 درجة مئوية (158 فهرنهايت). أما بالقرب من المناطق البركانية، فتكون حرارة الهواء الساخن حوالي 40 درجة مئوية (104 فهرنهايت).